# ATC (M02)
Jest to część klasyfikacji anatomiczno-terapeutyczno-chemicznej:
- M – Układ mięśniowo-szkieletowy
  - M 01 – Leki przeciwzapalne i przeciwreumatyczne
  - M 02 – Leki do stosowania miejscowego w bólach stawów i mięśni
  - M 03 – Leki zwiotczające mięśnie
  - M 04 – Leki przeciw dnie
  - M 05 – Leki stosowane w chorobach układu kostnego
  - M 09 – Inne leki stosowane w zaburzeniach układu mięśniowo-szkieletowego

Obejmuje ona leki do stosowania miejscowego w bólach stawów i mięśni:

## M 02 A – Leki do stosowania miejscowego w bólach stawów i mięśni
- M 02 AA – Niesteroidowe leki przeciwzapalne do stosowania miejscowego
  - M 02 AA 01 – fenylobutazon
  - M 02 AA 02 – mofebutazon
  - M 02 AA 03 – klofezon
  - M 02 AA 04 – oksyfenbutazon
  - M 02 AA 05 – benzydamina
  - M 02 AA 06 – etofenamat
  - M 02 AA 07 – piroksykam
  - M 02 AA 08 – felbinak
  - M 02 AA 09 – bufeksamak
  - M 02 AA 10 – ketoprofen
  - M 02 AA 11 – bendazak
  - M 02 AA 12 – naproksen
  - M 02 AA 13 – ibuprofen
  - M 02 AA 14 – fentiazak
  - M 02 AA 15 – diklofenak
  - M 02 AA 16 – feprazon
  - M 02 AA 17 – kwas niflumowy
  - M 02 AA 18 – kwas meklofenamowy
  - M 02 AA 19 – flurbiprofen
  - M 02 AA 21 – tolmetyna
  - M 02 AA 22 – suksybuzon
  - M 02 AA 23 – indometacyna
  - M 02 AA 24 – nifenazon
  - M 02 AA 25 – aceklofen
  - M 02 AA 26 – nimesulid
  - M 02 AA 27 – deksketoprofen
  - M 02 AA 28 – piketoprofen
  - M 02 AA 29 – esflurbiprofen
  - M 02 AA 31 – loksoprofen
- M 02 AB – Kapsaicyna i jej pochodne
  - M 02 AB 01 – kapsaicyna
  - M 02 AB 02 – zukapsaicyna
- M 02 AC – Pochodne kwasu salicylowego
- M 02 AX – Inne
  - M 02 AX 02 – tolazolina
  - M 02 AX 03 – dimetylosulfotlenek
  - M 02 AX 05 – idocilamid
  - M 02 AX 06 – tolperyzon
  - M 02 AX 10 – różne